# Jerzy Runge
Jerzy Runge (ur. 1955 w Chorzowie) – polski geograf, profesor nauk o Ziemi, pracownik Instytutu Geografii Społeczno-Ekonomicznej i Gospodarki Przestrzennej na Wydziale Nauk Przyrodniczych Uniwersytetu Śląskiego w Katowicach.

## Życiorys
W 1979 roku ukończył studia geograficzne na Uniwersytecie Śląskim w Katowicach, uzyskując tytuł magistra, a w lutym 1980 roku na tej samej uczelni rozpoczął pracę. W 1980 roku został członkiem Polskiego Towarzystwa Geograficznego, będąc w latach 1990–1993 przewodniczącym katowickiego oddziału towarzystwa. W latach 1980–1999 był opiekunem naukowym Studenckiego Koła Naukowego Geografów.
W 1988 roku otrzymał tytuł doktora nauk geograficznych na Wydziale Biologii i Nauk o Ziemi Uniwersytetu Jagiellońskiego, a 1998 roku uzyskał tam habilitację na podstawie opracowania Struktura rynku pracy regionu tradycyjnego i jego otoczenia na przykładzie województwa katowickiego.
W latach 1999–2002 był prodziekanem do spraw studenckich Wydziału Nauk o Ziemi Uniwersytetu Śląskiego w Katowicach, a w latach 1999–2014 kierownikiem działającym wówczas na tym wydziale Zakładu Geografii Społecznej.
W 2010 roku otrzymał tytuł profesora nauk o Ziemi.
W 2014 roku został kierownikiem Katedry Geografii Ekonomicznej na Wydziale Nauk o Ziemi Uniwersytetu Śląskiego w Katowicach, pełniąc tę funkcję do jej przekształcenia na początku października 2019 roku w Instytut Geografii Społeczno-Ekonomicznej i Gospodarki Przestrzennej na Wydziale Nauk Przyrodniczych Uniwersytetu Śląskiego w Katowicach.
W latach 2020–2023 był członkiem Komitetu Nauk Demograficznych Polskiej Akademii Nauk. 

## Działalność naukowa
Jego dyscypliną naukową jest geografia społeczno-ekonomiczna i gospodarka przestrzenna, a jego zainteresowania naukowe koncentrują się wokół metodologii geografii, problemów rozwoju regionalnego, geografii społecznej i geografii ludności. 
Publikował na łamach Dziennika Zachodniego, gdzie wypowiadał się m.in. na temat zjawiska kurczenia się miast, a także prowadził polemikę z Michałem Smolorzem.
Pracuje w Instytucie Geografii Społeczno-Ekonomicznej i Gospodarki Przestrzennej na Wydziale Nauk Przyrodniczych Uniwersytetu Śląskiego w Katowicach. Zasiada także w radzie naukowej Urzędu Statystycznego w Katowicach.

## Wybrane publikacje
- Jerzy Runge, Dojazdy do pracy w przestrzennej strukturze powiązań miast województwa katowickiego, Prace Naukowe Uniwersytetu Śląskiego w Katowicach nr 1198, Katowice: Uniwersytet Śląski, 1991, s. 86, ISBN 978-83-226-0293-5 (pol.).
- Jerzy Runge, Struktura rynku pracy regionu tradycyjnego i jego otoczenia na przykładzie województwa katowickiego, wyd. 1, Prace naukowe Uniwersytetu Śląskiego nr 1592, Katowice: Wydawn. Uniwersytetu Śląskiego, 1996, s. 215, ISBN 978-83-226-0710-7 (pol.).
- Jerzy Runge, Metody badań w geografii społeczno-ekonomicznej: elementy metodologii, wybrane narzędzia badawcze, Podręczniki i Skrypty Uniwersytetu Śląskiego w Katowicach nr 59, Katowice: Wydawnictwo Uniwersytetu Śląskiego, 2006, s. 700, ISBN 978-83-226-1542-3 (pol.).
- Jerzy Runge, Złożony układ osadniczy – tradycyjny region ekonomiczny – przestrzeń społeczno-kulturowa, wyd. 1, Katowice: Wydawnictwo Uniwersytetu Śląskiego, 2020, s. 228, ISBN 978-83-226-3912-2 (pol.).
- Jerzy Runge, Przestrzeń społeczno-kulturowa złożonego układu osadniczego, wyd. 1, Katowice: Wydawnictwo Uniwersytetu Śląskiego, 2023, s. 290, ISBN 978-83-226-4383-9 (pol.).

Źródła: